# Plaza Riosinho
Plaza Rioshino es la denominación de una de las plazas más antiguas de la ciudad de La Paz, en Bolivia.

## Historia

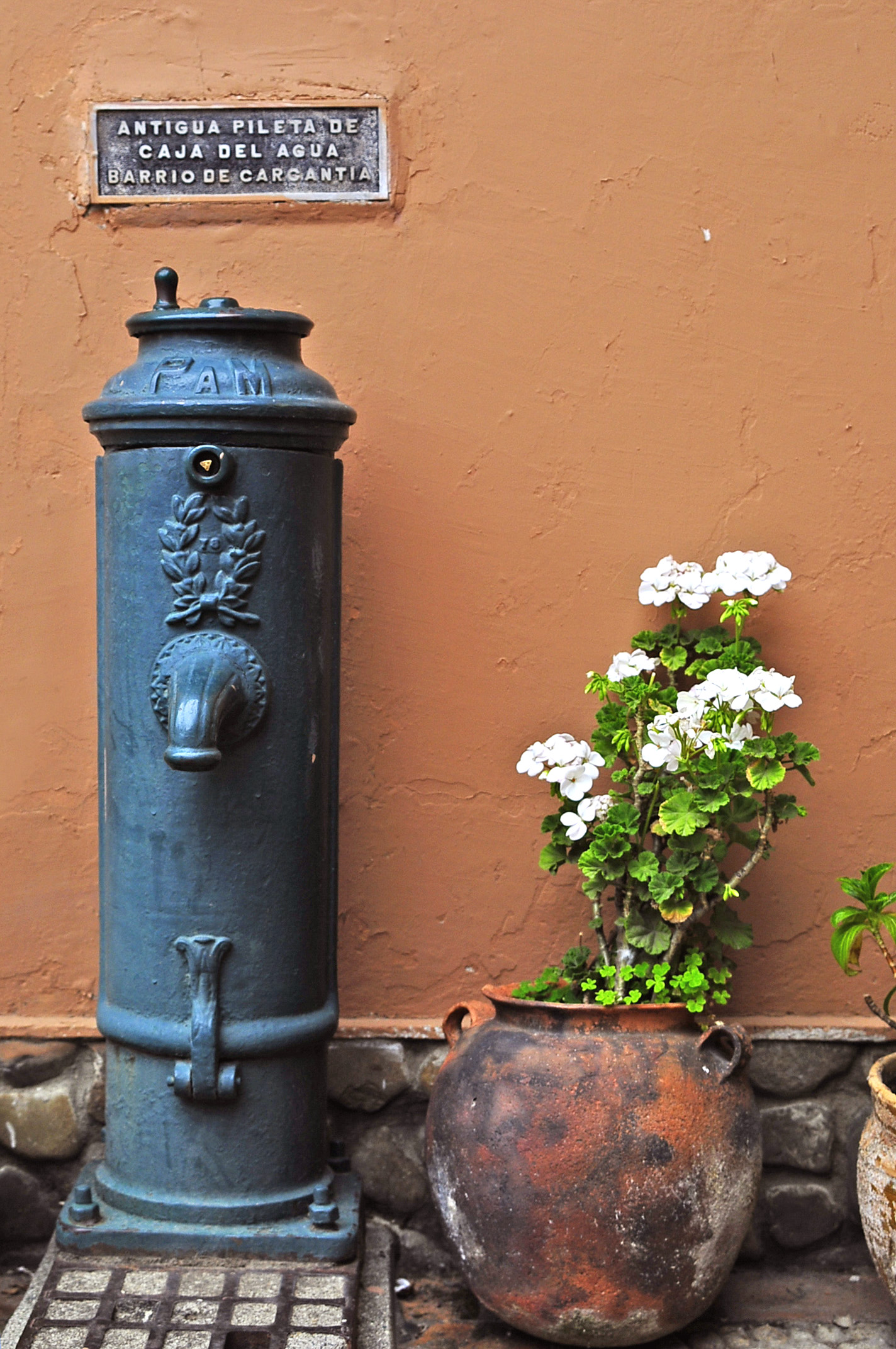
Pileta de la caja de agua, hoy en exhibición en el Museo Juan de Vargas

El lugar que actualmente es ocupado por la Plaza Riosinho era denominado Cusipata, altura  de la alegría, por la población existente antes de la fundación de la ciudad, la calle que la limita, actualmente llamada Catacora,  llevaba el nombre de Qharcanthiya, al borde de la peña, por su ubicación.
El cacique Quirquincha era la autoridad del sector antes de la fundación de la ciudad, siete años después de que La Paz fuera fundada se decidió la implementación de un sistema de aprovisionamiento de agua, estableciendo una Caja de agua en las cercanías de la Plaza, por la importancia de este evento todo el sector fue conocido como Caja de Agua, y el sistema se fue ampliando conforme la ciudad se iba expandiendo.
Esta implementación fue la primera de la ciudad, posteriormente el sector se estableció una capilla y tras su caída el lugar quedó denominado Plazoleta Caja de agua.
En el lugar se desarrollaron diferentes hechos históricos relacionados con Vicenta Juaristi Eguino, quien, se dice se reunió en el lugar para hacer frente a las tropas realistas, y en la misma Plaza se cree que se dio muerte al Zambo Salvito, un mítico personaje ligado a la delincuencia.

## Características
La Plaza es un espacio cuadrangular con rejas de hierro fundido, en el centro exhibe una escultura de Maximiliano Paredes.

## Patrimonio Histórico Cultural y Urbano de La Paz
La Plaza fue declarada patrimonio Histórico, Cultural y Urbano de La Paz en 2016.la Plaza da nombre y forma parte del Conjunto Patrimonial Plaza Riosinho, que alberga la calle Catacora, la calle en toda su longitud conserva viviendas republicanas, el conjunto es cercano a la calle Apolinar Jaén y el circuito de museos existentes en ella.